# Neocallicrania serrata
Neocallicrania serrata is een rechtvleugelig insect uit de familie van de sabelsprinkhanen (Tettigoniidae). De wetenschappelijke naam van deze soort is voor het eerst voorgesteld als Ephippigera serrata door Ignacio Bolívar in een publicatie uit 1885.

## Verspreiding
Deze soort komt voor in een smalle kuststrook van Zuidwest-Portugal.

## Ondersoorten
- Neocallicrania serrata pfaui Barat, 2013
- Neocallicrania serrata serrata (Bolívar, 1885)